# Pristolepis marginata
Pristolepis marginata és una espècie de peix pertanyent a la família Nandidae present a Àsia: els Ghats Occidentals (Kerala, Índia).
És un peix d'aigua dolça, bentopelàgic i de clima tropical, el qual habita rierols clars i ràpids.
Pot arribar a fer 15 cm de llargària màxima.
És carnívor.
Les seues principals amenaces són la destrucció del seu hàbitat a causa de l'extracció de sorra, la contaminació per pesticides, fertilitzants i residus sòlids i líquids, la pesca amb dinamita i la sobrepesca amb destinació al comerç de peixos d'aquari.
És inofensiu per als humans.